# 刘绍英
刘绍英（1967年—），湖南津市人，汉族，中华人民共和国政治人物、第十二届全国人民代表大会湖南地区代表。
毕业于湖南文理学院经济管理专业。加入中国民主同盟。2013年，担任全国人大代表。